# Гіль Попільскі
Гіль Попільскі (нар. 6 жовтня 1993) – ізраїльський шахіст, гросмейстер від 2013 року.

## Шахова кар'єра
Неодноразово представляв Ізраїль на чемпіонатах світу та Європи серед юніорів у різних вікових категоріях, виборовши дві медалі: золоту (Фермо 2009 – ЧЄ до 16 років) і бронзову (Шибеник 2007 – ЧЄ до 14 років).
2008 року переміг на міжнародному турнірі в Петах-Тікві, виконавши першу норму на звання міжнародного майстра. Дві інші виконав у 2009 році на турнірах за швейцарською системою в Москві і Пардубице. Того ж року поділив 2-ге місце (позаду Іллі Сміріна, разом із, зокрема, Анатолієм Биховським) в Ашдоді. 2010 року поділив 3-тє місце (позаду Валентина Йотова і Ярослава Жеребуха, разом з Робіном ван Кампеном і Мартином Кравцівим) у Енсхеде, а в 2011 році виграв у Тель-Авіві золоту медаль чемпіонату Ізраїлю серед юніорів у категорії до 20 років. Гросмейстерські норми виконав під час командного чемпіонату Ізраїлю (у 2010 і 2012 роках), а також чемпіонату Європи в Пловдиві (2012).
Представник Ізраїлю на командних змаганнях, зокрема  на командному чемпіонаті Європи (2013).
Найвищий рейтинг Ело в кар'єрі мав станом на 1 квітня 2013 року, досягнувши 2523 очок займав тоді 17-те місце серед ізраїльських шахістів.

## Зміни рейтингу
| На цьому місці має відображатися графік чи діаграма, однак з технічних причин його відображення наразі вимкнено. Будь ласка, не видаляйте код, який викликає це повідомлення. Розробники вже працюють для того, щоби відновити штатне функціонування цього графіка або діаграми. | |
| | На цьому місці має відображатися графік чи діаграма, однак з технічних причин його відображення наразі вимкнено. Будь ласка, не видаляйте код, який викликає це повідомлення. Розробники вже працюють для того, щоби відновити штатне функціонування цього графіка або діаграми. |